# St. Andrew’s Cathedral (Singapur)
Die St. Andrew’s Cathedral ist eine anglikanische Kathedrale in Singapur, die 1861 fertiggestellt wurde und nach dem Schutzpatron Schottlands benannt ist. Sie befindet sich im Zentrum der Stadt, in der Nähe der MRT Station City Hall.

## Geschichte
An der Stelle der heutigen Kathedrale wurde am 9. November 1835 der Grundstein für den Vorgänger-Bau, die St. Andrew’s Church, gelegt. Basierend auf den Plänen von George D. Coleman wurde die Kirche im klassizistischen Stil gebaut. Die Fertigstellung erfolgte 1836, die erste Messe fand am 18. Juni 1837 statt und die Weihe wurde am 10. September 1838 von Daniel Wilson, dem für Singapur zuständigen Bischof aus Kalkutta durchgeführt. Der Name des schottischen Schutzpatrons wurde gewählt, da die ersten Spenden aus der schottischen Gemeinde kamen.
1842 erweiterte John Turnbull Thomson die Kirche um einen Kirchturm, um sie eindeutig als solche identifizieren zu können. Die Glocke wurde 1843 von Maria Revere, der Frau des amerikanischen Konsuls Joseph Balestier (und Tochter von Paul Revere), gespendet – die Worte „Revere Boston 1843“ waren der Glocke eingraviert und sie bekam daher auch den Namen Revere Bell. Da der Turm keinen Blitzableiter hatte, wurde er 1845 und 1849 vom Blitz getroffen. Aufgrund der Schäden an der Kirche wurde sie als unsicher eingestuft, 1852 geschlossen und letztlich abgerissen.
1855 wurden die Pläne für ein neues Kirchengebäude genehmigt. Die Grundsteinlegung erfolgte am 4. März 1856 und die Kirche wurde basierend auf den Plänen von Ronald MacPherson im neugotischen Stil errichtet. Sie ist 68,58 m lang, 35,5 m breit und bot seinerzeit 300 Personen Platz. Die erste Messe wurde am 1. Oktober 1861 abgehalten, die Weihe wurde am 25. Januar 1862 von Bischof George Cotton durchgeführt.
Nachdem Singapur bzw. die Straits Settlements 1867 zur britischen Kronkolonie ernannt wurden, wurde die anglikanische Kirche in Singapur 1869 unter die Verantwortung des Bischofs von Labuan und Sarawak (und nicht länger Kalkutta) gestellt. 1870 wurde St. Andrew’s zur Kathedrale der Diözese geweiht – und ist dies nach mehreren Umstrukturierungen auch in der heutigen Diözese von Singapur der Church of the Province of South East Asia.
Am 28. Juni 1973 wurde die Kathedrale zum National Monument ernannt.
Aufgrund der über die Jahre gewachsenen Gemeinde wurde die Kathedrale zwischen Mai 2005 und November 2005 unterirdisch vergrößert. Die Erweiterung Cathedral New Sanctuary bietet Platz für 800 Personen.